# Liniers (artista)
Ricardo Liniers Siri (Buenos Aires, 15 de novembro de 1973), mais conhecido como Liniers, é um quadrinista argentino cujos trabalhos já foram publicados em diversas revistas como Rolling Stone, Spirou e La Mano. Ele é descendente do vice-rei de Buenos Aires Santiago de Liniers. 

## Biografia
Liniers é descendente de Santiago Liniers, vice-rei do Vice-Reino do Rio da Prata, que morreu fuzilado por defender a coroa espanhola contra a independência da Argentina.
Liniers estudou publicidade, mas não se dedicou a ela. Desde pequeno foi ávido leitor de quadrinhos, conhecendo a obra de Hergé, Goscinny e Uderzo, Quino, Héctor Germán Oesterheld, Charles Schulz e Herriman. Começou a desenhar para fanzines, e logo passou a desenhar para meios de comunicação profissionais, como Lugares, ¡Suélteme!, Hecho en Buenos Aires, Calles, Zona de Obras, Consecuencias, ¡Qué Suerte!, Olho Mágico, 9-11 Artists Respond, Comix 2000 e outras obras.
A partir de 1999, passou a publicar semanalmente no suplemento NO! do jornal Página/12. Em junho de 2002, após ter sido apresentado pela quadrinista Maitena, Liniers passou a publicar Macanudo na última página do jornal La Nación.
Em 2001 publicou, com Santiago Rial Ungaro, o livro Warhol para Principiantes. 
Realizou duas mostras como artista plástico: "Macanudo", em Ludi (2001), e "Mono en Bicicleta", em La Bibliotheque (2003)...

## Obras

### Livros
- Macanudo Nº1 (2004)
- Macanudo Nº2 (2005)
- Bonjour (2005)
- Macanudo Nº3 (2006)
- Macanudo Nº4 (2006)
- Cuadernos 1985-2005 (2006)
- Lo que hay antes de que haya algo (2007)
- Macanudo Nº5 (2007)
- Macanudo Nº6 (2008)
- Conejo de viaje (2008)
- Oops!  (2008, em parceria com Kevin Johansen)
- El Macanudo Universal - Vols. 1-5 (2009)
- Macanudo Nº7 (2009)
- Macanudismo (2010)
- Kama Sutra dos quadrinhos (2002)

### Capas de Revistas
- The New Yorker. 22 de março de 2021.[3]
- The New Yorker. 28 de outubro de 2019.[4]
- The New Yorker. 16 de março de 2015.[5]
- The New Yorker. 17 de novembro de 2014.[6]

### Capas de Álbuns
- Logo - de Kevin Johansen
- La Lengua Popular - de Andrés Calamaro[7]
- Coyazz - de Cheba Massolo[7]

## Prêmios
| Ano  | Obra                              | Categoria               | Premiação          |
| ---- | --------------------------------- | ----------------------- | ------------------ |
| 2009 | -                                 | Desenhista Estrangeiro  | 21.º Troféu HQ Mix |
| 2008 | Capa do álbum 'La lengua popular' | Mejor Diseño de Portada | Prêmios Gardel     |